# 99 Luftballons (Album)
99 Luftballons ist eine am 9. April 1984 veröffentlichte Kompilation der deutschen Popgruppe Nena. Sie wird auch als International Album bezeichnet und enthält eine Auswahl an Songs der ersten beiden Nena-Alben. Die ersten fünf Songs sind englischsprachige Versionen.

## Entstehungsgeschichte
Nachdem die Single 99 Luftballons sich in vielen Ländern in den Charts platziert hatte und in den Vereinigten Staaten etwa 600.000 Mal verkauft wurde, stieg die Nachfrage nach englischsprachigen Liedern der Band Nena. Während in Deutschland das zweite Album ? (Fragezeichen) erschien, nahm die Band das Album 99 Luftballons auf. Für die A-Seite wurden englische Versionen mehrerer Lieder des selbstbetitelten Debütalbums und von ? (Fragezeichen) aufgenommen: 99 Red Ballons (99 Luftballons), ? (Questionmark) (? (Fragezeichen)), Hangin’ on You (Ich häng an dir), Just a Dream (Nur geträumt) und Let Me Be Your Pirate (Lass mich dein Pirat sein). Für die B-Seite wurden deutschsprachige Lieder der beiden Vorgängeralben verwendet. Das Album wurde in Berlin aufgenommen und von Manfred Praeker und Reinhold Heil produziert.

## Veröffentlichungen
Neben den geläufigen Titeln 99 Luftballons und International Album wurde es auch unter den Titeln First America (Japan), 99 Red Balloons (Spanien und Südafrika) und als Nena (Vereinigtes Königreich, Teile von Europa) veröffentlicht. Die japanische und die niederländische Version enthalten einen „Club Mix“ von 99 Red Balloons. Je nach Land wurde das Album von Epic Records oder CBS vermarktet.

## Titelliste
| #   | Titel                        | Länge |
| --- | ---------------------------- | ----- |
| 1.  | 99 Red Ballons               | 3:50  |
| 2.  | ? (Questionmark)             | 4:26  |
| 3.  | Hangin’ on You               | 4:13  |
| 4.  | Just a Dream                 | 3:29  |
| 5.  | Let Me Be Your Pirate        | 4:51  |
| 6.  | Kino                         | 2:42  |
| 7.  | Das Land der Elefanten       | 3:42  |
| 8.  | Leuchtturm                   | 3:14  |
| 9.  | Rette mich                   | 3:17  |
| 10. | Unerkannt durchs Märchenland | 3:21  |
| 11. | 99 Luftballons               | 3:50  |

## Erfolg
Das Album erreichte in Deutschland Platz 23 der Alben-Charts. 99 Red Ballons hielt sich insgesamt 12 Wochen in den britischen Musikcharts, davon drei Wochen auf Platz 1.
Insgesamt blieb das Album international jedoch hinter den Erwartungen zurück. Zum einen hatte sich bereits die Originalsprachversion in verschiedenen Charts platzieren können, zum Teil verloren die internationalen Fans das Interesse an der Band Nena.